# Neuston
Neuston – zespół organizmów, których środowiskiem życia jest błonka powierzchniowa wody (granica wody i atmosfery). Zalicza się do nich drobne organizmy, między innymi nartniki, poślizgi, pluskolcowate, larwy komarów, bakterie i wiele jednokomórkowych pierwotniaków, glony, oraz wrotki. Neuston występuje głównie w niewielkich zbiornikach wód stojących lub wolno płynących. W dużych jeziorach i rzekach może tworzyć się sporadycznie w zacisznych miejscach, gdyż w zbiornikach tych występują silne ruchy wód.

## Typy neustonu
W obrębie neustonu wyróżnia się:
- epineuston obejmujący organizmy powierzchniowe. Głównie drobne organizmy, ale również i większe jak pluskwiaki i chrząszcze.
- hiponeuston obejmujący organizmy przylegające do błonki powierzchniowej od strony wody. Tworzą go bakterie, pierwotniaki, niektóre mięczaki, skorupiaki, owady oraz larwy niektórych ryb.

W zależności od składu neuston dzieli się na:
- neuston właściwy:
  - fitoneuston – zalicza się tu mikroskopijne glony w większości należących do grup Chlorophyta (zielenice) i Chrysophyta  (chryzofity); należą tu rodzaje glonów: Arnaudovia, Botrydiopsis, Chromophyton, Emergococcus, Eremosphaera, Kremastochloris, Kremastochrysopsis, Nautococcopsis, Nautococcus, Rhexinema
  - zooneuston – zwierzęta i tzw. pierwotniaki zwierzęce; zalicza się tu różne gatunki pierwotniaków najczęściej z grup: Cilliata, Radiolaria, Thecatae, Suctoria, wrotków i niektórych innych bezkręgowców
  - bakterioneuston – złożony z bakterii np. Sarcina lutea, Leptotrix ochropus, Newskia ramosa, Caulobacter vibroides, należą tu także takie rodzaje bakterii jak Flavobacterium, Achromobacter
  - neustonowe grzyby – głównie należące do Ascomycetes (workowce) oraz podobne do grzybów protisty z grupy Oomycetes (lęgniowce)
- abioneuston – neuston nieożywiony:
  - nekroneuston – składa się z unoszących się na powierzchni wody szczątków obumarłych organizmów z danego zbiornika. Szczątki te znajdują się w początkowej fazie rozkładu i są trudno rozróżnialne od żywego planktonu
  - anemoneuston – składa się z unoszących się na powierzchni wody organicznych i mineralnych cząstek pochodzenia lądowego przyniesionych przez wiatr.

W zależności od typu zbiornika wodnego, w jakim organizmy neustonowe występują wyróżnia się:
- neuston słodkowodny (limnoneuston):
  - neuston stawowy (heleoneuston)
  - neuston kałużowy (telmatoneuston)
  - neuston jeziorny (eulimnoneuston)
  - neuston rzeczny (potamoneuston)

- neuston słonowodny (halinoneuston)

Bywa też tak, że gdy wiatr zmąci powierzchnię wody, organizmy neustonowe przechodzą chwilowo w skład planktonu. Jednak masowo rozwijają się tylko na powierzchni wody, na granicy fazy wodnej i powietrznej.
Wyróżnia się:
- holoneuston – organizmy występujące wyłącznie w powierzchniowej błonce wodnej i wykazujące skrajne przystosowania

- meroneuston – organizmy znajdujące się w powierzchniowej błonce wodnej okresowo, w pewnych stadiach rozwojowych, lub przypadkowo, do których należy większość mieszkańców tej strefy.

Neuston cechuje się dużą zmiennością i zależy od:
- falowania
- naświetlenia
- temperatury
- opadów
- innych czynników.

## Błonka powierzchniowa
Błonka powierzchniowa (neustal) jest dobrym środowiskiem życia dla neustonu ze względu na duże napięcie powierzchniowe wody. Organizmy neustonowe mają możliwość przyczepiania się do błonki powierzchniowej oraz przemieszczania się po jej obu powierzchniach, czyli powierzchni graniczącej z wodą oraz powierzchni graniczącej z powietrzem. W obrębie błonki powierzchniowej znajduje się bardzo dużo substancji organicznych w porównaniu do przylegającej masy wody. Wodne roztwory tych substancji mają niższe niż woda napięcie powierzchniowe, dzięki czemu gromadzą się na powierzchni granicznej gaz-woda. W warstwie granicznej gromadzą się także cząstki organiczne z atmosfery. W wyniku eksponowania substancji zatrzymywanych w błonce powierzchniowej na silnie działanie światła, szczególnie promieniowania UV, zachodzą reakcje fotochemiczne, polegające na rozpadzie wielkocząsteczkowych związków organicznych. Dzięki tym rekcjom środowisko błonki powierzchniowej staje się dogodnym miejscem do rozwoju bakterii, miksotroficznych glonów i organizmów odżywiającymi się bakteriami, dominującymi w neustonie, gdyż związki organiczne tej błonki mają przeważnie małą masę cząsteczkową.
Przystosowania organizmów do bytowania w środowisku błonki powierzchniowej:
- błonka powierzchniowa funkcjonuje jak mechaniczna zapora, która uniemożliwia przechodzenie cząstek o hydrofobowej powierzchni, dzięki czemu małe organizmy mające większą gęstość niż woda utrzymują się na powierzchni wody (epineuston) lub też przyczepiają się do dolnej powierzchni błonki powierzchniowej (hiponeuston)

- organizmy żyjące na błonce powierzchniowej mogą mieć całą powierzchnię ciała hydrofobową lub mogą mieć hydrofobowe tylko te struktury ich ciała, którymi przyczepiają się do powierzchni wody. W przypadku neustonowych bakterii, glonów i pierwotniaków zazwyczaj cała powierzchnia ich ciała jest hydrofobowa. Tylko niektóre glony neustonowe wykształcają hydrofobowe elementy ciała np. Nautococcus mammilatus zawiesza się z błonki powierzchniowej na hydrofobowych „parasolach”, Chromulina rosanoffi osadzona jest na hydrofobowych galaretowatych łodyżkach, w których wnętrzu znajdują się ryzopodia przenikające błonkę powierzchniową i dostarczające wodę do ciała komórki wystającego ponad powierzchnię wody

- większe organizmy, jak niektóre pajęczaki i owady mają większą gęstość niż woda, a mimo to utrzymują się na błonce powierzchniowej. Przykładem takiego zwierzęcia jest nartnik (Gerris), który ma hydrofobową brzuszną powierzchnię ciała oraz hydrofobowe włoski na odnóżach

- ciała niektórych organizmów otoczone są grubymi błonami lub zaopatrzone są w ochronne domki np. korzenionóżki Diflugia sp., Arcella sp., dzięki czemu chronione są przed niekorzystnym promieniowaniem i szybkimi zmianami temperatur

- bakterie utrzymują się w neustonie dzięki wydzielanemu śluzowi sklejającemu poszczególne komórki.

## Zakwity neustonowe
Organizmy neustonowe niekiedy rozwijają się bardzo licznie i tworzą zakwity. Wówczas powierzchnia wody pokrywa się jednolitą błonką mieniącą się różnymi kolorami, utworzoną przez komórki glonów ustawionych obok siebie. Na przykład Euglena sanguinea powoduje czerwone zakwity w przenawożonych stawkach wiejskich (w tym okresie występuje w ilości około 4000 komórek na 1 mm²). Chromulina rosanoffi w czasie zakwitu występuje w liczbie około 23 000 komórek na 1 mm² powierzchni wody, powoduje złotawy połysk wody, gdy oglądana jest pod światło. Zakwity neustonowe występują najczęściej w małych, osłoniętych zatokach, kiedy powierzchnia wody jest spokojna. Gdy w trakcie wiatru powierzchnia wody zostanie pofalowana, zakwity te znikają.

## Neustonofagi
Neustonofagi to zwierzęta żywiące się neustonem, szczególnie hiponeustonem, które okresowo przebywają w powierzchniowej błonce wodnej – przyczepiają się do niej lub nawet poruszają się po niej. Zaliczyć tu można: wioślarkę (Scapholeberis mucronata), małżoraczka (Notodromas sp.), niektóre wrotki, wypławki, ślimaki. Ślimak błotniarka stawowa (Lymnea stagnalis), na swej stopie wydziela śluz, za pomocą którego przylega do błonki powierzchniowej i poruszając się po niej zżera organizmy neustonowe. Organizmami neustonowymi, także opadającymi na błonkę powierzchniową owadami lądowymi, odżywiają się również niektóre ryby, np. ukleja.